# La Huerce
La Huerce è un comune spagnolo di 40 abitanti situato nella comunità autonoma di Castiglia-La Mancia.
Il comune comprende il nucleo abitato di Valdepinillos e la località disabitata di Umbralejo.